# Polymer (programari)
Polymer és una Biblioteca informàtica de JavaScript de codi obert amb l'objectiu de desenvolupar aplicacions web tot emprant components web. L'empresa Google i altres desenvolupadors s'encarreguen d'implementar la biblioteca Polymer. Està basada en el programari anomenat Material Design de Google i es va iniciar el 14 de novembre del 2013.L'any 2015 es va alliberar la versió 1.0